# Психодинамика
Психодинамика је појам под којим се подразумева механизам настајања и развоја нормалних и абнормалних психичких феномена и процеса, односно покушај њиховог објашњења на основу динамичког односа између: Ид-а, Ега, Супер ега и реалности. По овом схватању психичке поремећаје можемо схватити као последицу поремећених односа, односно конфликата, наведених инстанци.
Динамичка психологија је психолошки правац који инсистира на значају интеракције и зависности психичких покретача у развоју психичких процеса. Ови унутрашњи покретачи могу бити нагони, инстинкти, тежње, потребе, жеље, намере, црте личности итд. Психоанализа је једна од првих и најразвијенијих динамичких психологија, те се ова два појма често изједначавају.